# Worf
Worf, syn Moghův z domu Martokova je fiktivní postava v televizních seriálech z prostředí Star Treku, kterou ztvárnil Michael Dorn. Jde o postavu Klingona, který byl v dětství zachráněn lidmi. Jde o prvního Klingona ve službách hvězdné flotily Spojené federace planet. Postava Worfa se objevuje prvně v seriálu Nová generace, ale také Stanice Deep Space Nine, Picard a ve čtyřech celovečerních filmech.

## Vývoj
Postavu, její charakter a způsob chování vytvářel sám Michael Dorn, protože Gene Roddenberry mu v tomto dal naprostou volnost a naopak po Dornovi žádal, aby dal Worfovi jasnou a stálou tvář. Osobně však má nejraději epizody o Klingonech ze seriálu Stanice Deep Space Nine, zejména pak od scenáristy Ronalda D. Moorea.
Díky účinkování ve třech seriálech se Dorn stal hercem, který natočil nejvíce epizod Star Treku.

## Historie postavy
Dům Moghův byla klingonská rodina vysoké politické i sociální úrovně. V událostech filmu Star Trek VI: Neobjevená země vystupuje Worfův děd (také ztvárněný Michaelem Dornem), jako obhájce kapitána Jamese Kirka a Dr. Leonarda McCoye v kauze vraždy předsedy Klingonské vysoké rady Gorkona.

### Před hvězdnou flotilou
Worf se narodil na domovském Qo'noSu roku 2340 jako syn Moghův. O pět let později se s ním rodiče přestěhovali do kolonie Khitomer. Zde však jejich loď byla zákeřně napadena Romulany. Na nouzové volání jako první odpověděla federační loď USS Intrepid. Worfa našel její důstojník Sergey Rozhenko, který se jej, se svou ženou Helenou, ujal jako svého syna. Rozhenko jej vzal do farmářské kolonie Gault, kde Worf vyrůstal zhruba s 20.000 obyvateli kolonie. Nějaký čas se svým otčímem trávil také na Zemi v Minsku. Toto město později uvádí jako své nejoblíbenější místo na Zemi.
Ačkoliv vyrůstal ve společnosti lidí, tíhl ke svým klingonským tradicím a proto nepřijal příjmení Rozhenko. Jeno syn Alexander byl ovšem vychováván manželi Rozhenkovými a jeho matka byla z poloviny člověk a proto toto příjmení převzal. Worfův mladší bratr byl v době incidentu u Khitomeru stále na planetě Qo'noS. Po ztrátě rodičů byl adoptován Moghovým přítelem Lorghem.
Roku 2357 nastoupil na akademii hvězdné flotily, kterou absolvoval o 4 roky později s hodností praporčíka. Stal se tak prvním klingonským důstojníkem ve hvězdné flotile. Ačkoliv během své služby se vždy držel klingonských zásad o cti a hrdosti, byl vždy většinou ostatních klingonů opovrhován za své rozhodnutí pro kariéru ve hvězdné flotile.

### Nová generace
Roku 2364 byl přidělen na USS Enterprise-D jako operační důstojník kontroly letu. Zhruba rok poté, po smrti Tashy Yarové převzal její funkci šéfa bezpečnosti. Hodnost poručíka získal roku 2366. Téhož roku přijal do domu Mogha osiřelého Jeremyho Astora, když vedl výsadek při kterém tragicky zahynula poručík Astorová. V roce 2371 byl povýšen na nadporučíka. V témže roce byla USS Enterprise-D zničena v bitvě.

### Stanice Deep Space Nine
Po zničení USS Enterprise-D zvažoval odchod z Hvězdné flotily. Rok poté byl ale převelen (zprvu dočasně) na stanici Deep Space Nine jako operační důstojník kvůli krizi s Klingony. Po neshodách s kancléřem Gowronem byl zbaven cti a dům Moghův zanikl. V roce 2373 byl Worf za své činy přijat do domu Martokova, čímž opět získal svou čest. V té době propukla válka s Dominionem, jíž se účastnil na lodích USS Defiant a IKS Rotarran. Roku 2374 si vzal za ženu Jadzii Dax, která byla ten samý rok zabita. O rok později se Worf opět dostal do sporu s Gowronem, kterého po krátké konfrontaci zabil, čímž si zasloužil jeho titul kancléře Klingonské vysoké rady. Ten ale nepřijal a předal ho generálu Martokovi. Na jeho žádost se po konci války stal velvyslancem Federace v Klingonské říši.

### Picard
V roce 2401, kdy pracoval pro rozvědku Hvězdné flotily, se připojil ke členům původní posádky USS Enterprise-D a pomohl zvrátit pokus měňavců původem z Dominionu o zničení Federace.